# Richard Gaskin
Richard Maxwell Gaskin (* 8. Mai 1960 in Milngavie bei Glasgow, Schottland) ist ein britischer Philosoph, Philosophiehistoriker und Klassischer Philologe.
Nach dem Besuch des Robert Gordon’s College in Aberdeen, an dem sein Vater Maxwell Gaskin Leiter des Fachbereichs Politik- und Wirtschaftswissenschaft war, studierte Robert Gaskin Literae humaniores am University College, Oxford, wo er 1982 den B.A. erwarb. 1986 folgte ebendort der B.Phil. bei dem Philosophen John McDowell. 1987 erhielt er den Gaisford Dissertation Prize für einen Essay über Tragedy and Subjectivity in Virgil’s Aeneid. 1988 wurde er mit einer Dissertation unter dem Titel Experience, Agency, and the Self bei Michael Dummett, David Wiggins und Barry Stroud zum D.Phil. promoviert. Anschließend verbrachte er ein Jahr als Alexander von Humboldt-Stipendiat bei der Klassischen Philologin Antonie Wlosok an der Universität Mainz mit einer Untersuchung über Entscheidungsfindung in der klassischen Literatur. Nach einer Anstellung an der St Edmund Hall, Oxford, war er von 1991 an Lecturer, von 1997 bis 2001 Reader in Philosophie an der University of Sussex. 2001 wechselte er auf eine Professur in Philosophie an der University of Liverpool.
Gaskin vertritt philosophisch einen linguistischen Idealismus, der von der These ausgeht, dass die Welt in gewisser Hinsicht ein Produkt von Sprache ist. Philosophiehistorisch hat er einen Beitrag zum Seeschlacht-Argument des Aristoteles und dem Meisterargument des Diodoros Kronos vorgelegt und Teile eines Aristoteles-Kommentars des Simplikios übersetzt. Zur Identitätstheorie der Wahrheit hat er einen Enzyklopädiebeitrag veröffentlicht. In seinen Arbeiten zur Literatur verteidigt er einen literarischen Humanismus, dem zufolge fiktive Werke eine objektive Bedeutung haben, die bei ihrer Produktion festgelegt wird und für alle Leser dieselbe ist. Im Bereich der klassischen Philologie hat er unter anderem eine Studie zum antiken Dichter Horaz und dem englischen Dichter und Philologen A. E. Housman sowie Aufsätze zu Vergils Aeneis, der homerischen Ilias und Richard Bentleys Kommentar zu John Miltons Epos Paradise Lost verfasst.

## Schriften (Auswahl)
Monographien
- Othello and the Problem of Knowledge. Reading Shakespeare through Wittgenstein. Routledge, London 2023.
- Language and world. A Defence of Linguistic Idealism. Routledge, London 2020.
- Tragedy and Redress in Western Literature. A Philosophical Perspective. Routledge, London 2018.
- Horace and Housman. Palgrave Macmillan, London 2013.
- Language, Truth, and Literature. A Defence of Literary Humanism. Oxford University Press, Oxford 2013.
- The Unity of the Proposition. Oxford University Press, Oxford 2008.
- Experience and the World's Own Language. A Critique of John McDowell’s Empiricism. Clarendon Press, Oxford 2006.
- The Sea Battle and the Master Argument. Aristotle and Diodorus Cronus on the Metaphysics of the Future. Walter de Gruyter, Berlin, New York 1995, Nachdruck 2010.

Übersetzungen
- Simplicius, On Aristotle’s Categories 9–15 (= The Ancient Commentators on Aristotle, Band 39). Duckworth, London 2000; Paperback Bloomsbury Academic, London 2013.

Aufsätze
- On being pessimistic about the end of the Aeneid. In: Harvard Studies in Classical Philology 111, 2021.
- Bentley’s classicism, Paradise Lost, and the Schema Horatianum. In: International Journal of the Classical Tradition 17, 2010, S. 354–365.
- Do Homeric Heroes make Real Decisions? In: The Classical Quarterly 40, 1990, S. 1–15; Nachdruck in: Douglas Cairns (Hrsg.), Oxford Readings on Homer’s Iliad. Clarendon Press, Oxford 2001, S. 147–165.

Enzyklopädiebeitrag
- The Identity Theory of Truth. In: Edward N. Zalta (Hrsg.): Stanford Encyclopedia of Philosophy, 2015, substantive revision 2020.